# 王晏清
王晏清（1910年—1992年12月12日），字兆平，男，湖南永兴人，中央军校军官训练班第二期、陆军大学正则班第十五期，国民革命军青年军少将师长、中国人民解放军开国大校。南京市政协副主席，第六届全国政协委员。

## 生平
1938年任第十八軍参谋处长。1939年任第十八軍第18师53团团长。1941年任第十八軍第11师参谋长。1942年任中国远征军第1路司令长官部参谋处长。1943年任军令部科长，不久任国民政府军事委员会桂林干训团教育处长。1944年11月任青年军编练总监部少将参谋长。1945年任青年军第208师副师长。1945年任中央训练团教育处长。后调任陆军编练司令部西南分监部参谋长。
1948年，青年军第208师改编为第八十七军，任副军长。1948年8月任第四十五军第97师（首都警卫师）少将师长。1949年3月24日在南京率师部警卫排等100多人起义投奔解放区。
中华人民共和国成立后任华东军政大学战术研究室主任、解放军南京军事学院军事史料研究处副处长。1958年被授予解放军大校军衔、二级解放勋章。
南京市政协第一至六届常委、南京市政协副主席，第六届全国政协委员。1988年任江苏省人民政府参事室副主任、江苏省黄埔军校同学会理事。